# Problema da vazão máxima
O problema do fluxo máximo consiste em encontrar fluxo através de uma rede de fluxo que seja máximo O problema do fluxo máximo pode ser visto como um caso especial de um problema de fluxo mais complexo. Ele é o problema fluxo de mutiplas-mercadorias com so uma  so mercadoria, e também como o problema de fluxo de custo-minimo com todos os fluxos zerados. O fluxo máximo esta relacionado ao corte em uma rede pelo Teorema do mínimo corte-máximo fluxo.

## Soluções
Dado um grafo {\displaystyle G(V,E)}, onde cada aresta {\displaystyle u,v} tem uma capacidade {\displaystyle c(u,v)}, nos queremos determinar o fluxo máximo {\displaystyle f}, sujeito a certas limitações. Existem varias maneiras para solucionar este problema:
| Método                              | Complexidade                      | Descrição |
| ----------------------------------- | --------------------------------- | --- |
| Força bruta                         | {\displaystyle O(2^{V-2}E)}       | Encontra os menor de todos os cortes que separa {\displaystyle s} e {\displaystyle t}.                                                        |
| Programação linear                  |                                   | Restrições dadas pelas definições de uma fluxo legal. Otimizar {\displaystyle \sum _{v\in V}f(s,v)}.                                          |
| Algoritmo de Ford-Fulkerson         | {\displaystyle O(E\cdot maxflow)} | Tão logo seja aberto um caminho através da rede, envie o maior fluxo possível através dele.                                                   |
| Algoritmo de Edmonds-Karp           | {\displaystyle O(VE^{2})}         | Uma especialização do algoritmo de Ford-Fulkerson, busca caminhos com busca em largura.                                                       |
| Algoritmo de remarcagem-para-frente | {\displaystyle O(V^{3})}          | Rearranja os nodos em vários pesos tal que o um acréscimo máximo de fluxo corra de {\displaystyle s} para {\displaystyle t} "por si proprio". |

## Referência
- Thomas H. Cormen, Charles E. Leiserson, Ronald L. Rivest, and Clifford Stein. Introduction to Algorithms, Second Edition. MIT Press and McGraw-Hill, 2001. ISBN 0262032937. Chapter 26: Maximum Flow, pp. 643–700.